# Forsterygion flavonigrum
Forsterygion flavonigrum è un piccolo pesce d'acqua salata appartenente alla famiglia Tripterygiidae.

## Distribuzione e habitat
Questo pesce è diffuso a nord dell'Isola del Nord della Nuova Zelanda: abita fondali rocciosi compresi tra -4 e -110 metri di profondità, dove si nasconde tra le spugne e tra gli anfratti rocciosi.

## Descrizione
Il corpo è allungato, con occhi sporgenti e labbra carnose. Le pinne pettorali sono arrotondate e robuste, così come la piccola pinna caudale. Le ventrali sono ridotte a raggi tattili. La pinna anale e le due dorsali sono basse e allungate. La livrea normalmente presenta il capo di colore bianco-rosato e il corpo giallo, con una colorazione nera attorno agli occhi che scende a formare una linea nera lungo il corpo che man mano tende al giallo scuro. Nel periodo riproduttivo la testa e la pinna caudale diventano nere, mentre il resto del corpo si intensifica di giallo acceso. Le pinne sono trasparenti.

Raggiunge una lunghezza di 5 cm.

## Riproduzione
Nel periodo riproduttivo i maschi diventano aggressivi.

## Alimentazione
Si nutre principalmente di crostacei bentonici (tipicamente anfipodi) e policheti.